# Oudroetheens
Roetheens of Oudroetheens (рускаꙗ мова, руский языкъ) (zie onder voor andere namen), is een term die wordt gebruikt voor de Oost-Slavische dialecten gesproken in het grootvorstendom Litouwen en later in de Oost-Slavische gebieden van het Pools-Litouwse Gemenebest. De geschreven vorm wordt ook wel Kanselarij-Slavisch genoemd.
Geleerden zijn het niet eens of het Roetheens een aparte taal was of een of meer dialecten van het Oudrussisch, de omgangstaal van het Kievse Rijk (10e–13e eeuw). Het is echter algemeen geaccepteerd dat het Roetheens er een nauwe genetische verwantschap mee heeft.
Het Roetheens kan gezien worden als een voorloper van het moderne Wit-Russisch, (modern) Roetheens (Roesynisch) en Oekraïens. Al deze talen, van het Oudrussisch tot het moderne Roetheens, worden dan ook als Roetheens bestempeld.
Een prominent literair werk in het Oudroetheens is de Galicisch–Wolhynische Kroniek uit de 13e eeuw.

## Naamgeving
De naam "Roetheens" is afgeleid van "Ruthenia", de Latijnse benaming van het "Land van de Roes".
In moderne literatuur wordt de taal in kwestie ook wel Oud-Wit-Russisch (Wit-Russisch: Старабеларуская мова Starabelaroeskaja mova) en Oudoekraïens (Oekraïens: Староукраїнська мова, Staroukrainska mova) genoemd. Omdat het Roetheens altijd in een soort diglossische tegenstelling tot het Kerkslavisch stond, werd deze volkstaal vaak prosta(ja) mova (проста(я) мова), letterlijk "eenvoudige taal" genoemd.
Er bestaat ook een school van denken dat het Oud-Wit-Russisch en Oudoekraïens als afzonderlijke talen moeten worden beschouwd. In de praktijk blijkt het echter zeer ingewikkeld om overgeleverde Roetheense teksten te classificeren als "typisch Belarusisch" of "typisch Oekraïens", omdat ze tot in de late 18e eeuw nog zoveel op elkaar lijken. Er is geen overeenstemming over welke variaties en elementen regionale verschillen zijn of eerder variaties van individuele schrijvers.

### Historische naamgeving
- руски езыкъ, Roesky ezyk — in het toenmalige Wit-Rusland
- простый руский (язык) or простая молва, про́ста мова, eenvoudige (Russische) taal — in 16e-eeuwse literatuur
- Литовский язык, Litovski jazyk, Litouwse taal, — in het toenmalige Rusland

### Moderne naamgeving
- (Oud-)Roetheens - moderne verzamelnaam, die zowel de oude Wit-Russische en oude Oekraïense taal omvat. Voornamelijk gebruikt door 20e-eeuwse Litouwse, Poolse en Engelse wetenschappers.
- (Oud) West-Russische taal of dialect (Russisch: (Древний) западнорусский язык, (Древнее) западнорусское наречие) - vooral door de aanhangers van het concept van de "Proto-Russische fase", in het bijzonder sinds het einde van de 19e eeuw. De Russische Wikipedia gebruikt de term West-Russische geschreven taal (Западнорусский письменный язык).
- (Oud-)Wit-Russisch - De benaming Wit-Russisch(-e taal) (Russisch: белорусский (язык)) voor zowel de middeleeuwse en de 19e-eeuwse taal, door 19e-eeuwse Russische wetenschappers en Wit-Russische nationalisten.
- Litouws-Russisch (Russisch: литовско-русский) - door 19e-eeuwse Russische wetenschappers.
- Litouws-Slavisch (Russisch: литово-славянский) - door 19e-eeuwse Russische wetenschappers.
- Pools-Russisch
- Oudoekraïense taal (Oekraïens: Староукраїнська мова)
- Kanselarij-slavisch

## Uiteenlopende ontwikkeling van het Roetheens en Russisch
In de 13e eeuw was het voormalige Kievse Rijk uiteengevallen in een groot aantal vorstendommen. In het westen begon zich het grootvorstendom Litouwen onder Mindaugas geleidelijk over de naburige Slavische gebieden uit te breiden. Onder diens opvolgers breidde het Litouwse rijk zich nog verder uit, tot het het grootste deel van het huidige Wit-Rusland en Oekraïne omvatte. Hoewel vernoemd naar de Baltische Litouwers was de taal van de overgrote meerderheid van de bevolking en van de administratie Oost-Slavisch. Dit gebied wordt ook wel Litouws Roes' genoemd.
Nadat Oost-Europa zich in de 14e eeuw geleidelijk van het "Tataarse juk" bevrijd had, kon zich in het oosten het vorstendom Moskou uitbreiden. Onder de heerschappij van Ivan III was hier een groot rivaliserend rijk ontstaan (verovering van Novgorod in 1471). Dit resulteerde in twee afzonderlijke voornamelijk Oost-Slavische staten, het grootvorstendom Moskou, dat uiteindelijk uitgroeide tot het keizerrijk Rusland, en het grootvorstendom Litouwen, later verenigd met Polen tot het Pools-Litouwse Gemenebest. Laatstgenoemde omvatte ruwweg het grondgebied van het moderne Wit-Rusland, Oekraïne, Litouwen en het westen van het huidige Rusland.
Beide staten bleven de regionale varianten van de schrijftaal van het Kievse Rijk gebruiken. Door de sterke Poolse invloed in het westen en de Kerkslavische invloed in het oosten ontwikkelden zich geleidelijk twee verschillende literaire talen: het Roetheens in Litouwen en het Gemenebest, en het Russisch in Moskovië. Beiden werden meestal Roeski of Slovenski genoemd. Alleen wanneer een onderscheid tussen de literaire talen van Moskovië en Litouwen nodig was, werd de eerste Moskovski en de laatste Lytvynski genoemd.
Dit taalkundig uiteenlopen wordt bevestigd door de behoefte aan vertalers tijdens de onderhandelingen in het midden van de 17e eeuw over het Verdrag van Perejaslav tussen Bogdan Chmelnitski, heerser van het Zaporozje-legioen, en de Russische staat.

## Voortgezette Poolse invloed
Na de Unie van Lublin in 1569 kwamen de zuidelijke gebieden van het groothertogdom Litouwen rechtstreeks onder de Poolse kroon, terwijl het noorden een zekere autonomie behield. Dit resulteerde in verschillen met betrekking tot de status van Roetheens als officiële taal, welke in het Poolse deel onderdrukt werd. De intensiteit van de Poolse invloed op het Roetheens nam toe, met name in het Poolse deel. In beide door Oost-Slaven bewoonde delen van het Gemenebest bleef het Roetheens weliswaar de lingua franca, maar werd geleidelijk vervangen door het Pools als taal van de literatuur, religieuze polemiek en officiële documenten.

## Nieuwe nationale talen
Met het begin van de romantiek aan het begin van de 19e eeuw ontstond er behoefte aan nationale Wit-Russische en Oekraïense schrijftalen. Deze werden ontwikkeld uit de gesproken dialecten, met slechts weinig invloed van het literaire Roetheens. Het Russisch daarentegen behield een deel van de "Hoog Kerkslavische" woordenschat. Hierdoor zijn de meest opvallende verschillen tussen de woordenschat van het huidige Russisch enerzijds en het Wit-Russisch en Oekraïens anderzijds het veel grotere aandeel van "Kerkslavismes" in de eerste en "Polonismes" in de laatsten.
De breuk tussen het literaire Roetheens en de haar opvolgende schrijftalen is ook duidelijk te zien in de nieuw ontworpen Wit-Russische en Oekraïense spellingen.
Deze breuk in de literaire traditie was vooral drastisch bij het Wit-Russisch. In het Pools-Litouwse Gemenebest was het Roetheens grotendeels vervangen door het Pools als de taal van de administratie en literatuur. Tot het midden van de 19e eeuw overleefde het Wit-Russisch slechts als een plattelandstaal met bijna geen schriftelijke overlevering.
In tegenstelling tot de Wit-Russen en oostelijke Oekraïners behielden de in Oostenrijk-Hongarije wonende westelijke Oekraïners niet alleen de naam "Roethenen" (Roesyny) maar ook veel meer van de Kerkslavische en Poolse elementen van het oude Roetheens.
Omstreeks 1800 ontstonden aldus uit het Oudroetheens drie moderne literaire talen: het Wit-Russisch, Oekraïens en het moderne Roetheens.

## "Rusyn" in plaats van "Roetheens"
Roetheens sprekende minderheden hebben zich echter in verschillende regio's in Centraal-Europa gevestigd (Slowakije, Polen), in Zuid-Europa (Vojvodina in Servië, Oekraïne) en in West-Rusland, waar zich een groep moderne minderheidsdialecten heeft kunnen vormen die zich nog steeds handhaaft, vaak aangeduid als "Roetheens"; ten onrechte, volgens sommige taalkundigen. Daardoor zijn talrijke onderlinge verschillen ontstaan en hebben de dialecten zich ten opzichte van het oorspronkelijke Roetheens onder invloed van andere talen ontwikkeld. Men geeft er tegenwoordig vaker de voorkeur aan al deze moderne talen of dialecten "Rusyn" te noemen in plaats van "Roetheens". Daartoe rekent men ook de regionale, traditionele minderheidsvormen van het huidige Oekraïens, Wit-Russisch en Russisch.